# Familie & Beruf Management GmbH
Die Familie & Beruf Management GmbH wurde im Jahr 2006 als österreichweite Koordinierungsstelle für Vereinbarkeitsmaßnahmen gegründet und steht im Eigentum des Bundeskanzleramtes (BKA). Unternehmensgegenstand gemäß dem Bundesgesetz über die Errichtung der Gesellschaft ist „das Management von Maßnahmen zur Vereinbarkeit von Familie und Beruf, sowie die Koordination der Forschungsförderungen für das Österreichische Institut für Familienforschung bzw. dessen Nachfolger“.
Hauptaufgaben der Familie & Beruf Management GmbH sind das Angebot und die Verwaltung der Audits berufundfamilie, hochschuleundfamilie und familienfreundlichegemeinde sowie die Abwicklung der Förderungen bedarfsgerechter Kinderbetreuungseinrichtungen. Für das Audit berufundfamilie ist die Familie & Beruf Management GmbH Lizenznehmerin der „berufundfamilie gemeinnützige GmbH“ in Deutschland, einer Gründung der gemeinnützigen Hertie-Stiftung. Die berufundfamilie Service GmbH besitzt die europaweite Lizenz für das Audit. 2011 gründete sich die Berufundfamilie Management eG. Diese ist Eigentümer der berufundfamilie Service GmbH. Deren Genossen sind gleichzeitig die Auditoren, welche mit jeweils 15.000 € pro Gernossenschaftsanteil an der Genossenschaft beteiligt sind und die Zertifizierungsleistungen gegen eine Gebühr für 6.700 € bis 19.500 € erbringen.

## Audits

### Auditberufundfamilie
Das Audit berufundfamilie ist ein Personal-Management-Instrument, das eine strukturierte und systematische Auseinandersetzung mit dem Thema Vereinbarkeit von Familie und Beruf in Unternehmen ermöglicht. Das Ziel ist die Umsetzung einer nachhaltigen familienbewussten Personalpolitik und größere Wettbewerbsfähigkeit. Die Auditierung erfasst den Status quo der bereits im Unternehmen angebotenen Maßnahmen zur besseren Vereinbarkeit von Familie und Beruf. Ausgehend von dem erhobenen IST-Stand, werden gezielt Maßnahmen zur Verbesserung und Weiterentwicklung erarbeitet. Diese werden im Auditprozess in den folgenden 3 Jahren umgesetzt. Die teilnehmenden Unternehmen werden vom Bundesminister für Wirtschaft, Familie und Jugend mit dem (Grund-)Zertifikat Audit berufundfamilie ausgezeichnet.

### Auditberufundfamilie für Gesundheits- und Pflegeeinrichtungen
Das Audit berufundfamilie für Gesundheits- und Pflegeeinrichtungen wurde eigens entwickelt, um den besonderen Bedürfnissen in der Gesundheitsbranche entgegenzukommen. Der Verlauf entspricht grundsätzlich dem des Audit berufundfamilie.

### Audithochschuleundfamilie
Das Audit hochschuleundfamilie ist ein Personal-Management-Instrument, das eine strukturierte und systematische Auseinandersetzung mit dem Thema Vereinbarkeit von Familie und Beruf, Wissenschaft und Studium in Hochschulen ermöglicht. Die Auditierung erfasst den Status quo der bereits in der Hochschule angebotenen Maßnahmen zur besseren Vereinbarkeit von Familie und Beruf, Wissenschaft und Studium. Ausgehend von dem erhobenen IST-Stand, werden gezielt Maßnahmen zur Verbesserung und Weiterentwicklung erarbeitet. Diese werden im Auditprozess in den folgenden 3 Jahren umgesetzt. Die teilnehmenden Hochschulen werden vom Bundesministerin für Familie und Jugend mit dem (Grund-)Zertifikat Audit hochschuleundfamilie ausgezeichnet. Das an die Bedürfnisse der österreichischen Hochschullandschaft angepasste Audit wurde in Zusammenarbeit mit Experten folgender Universitäten entwickelt: AAU Klagenfurt, JKU Linz, KFU Graz, TU Wien und VetMed Wien. Das interuniversitäre Netzwerk UniKid (www.unikid.at) hat dabei eine tragende Rolle gespielt.

### Auditfamilienfreundlichegemeinde
Das Audit familienfreundlichegemeinde ist ein kommunalpolitischer Prozess, der die Gemeinden unterstützt, ihre Familienfreundlichkeit systematisch zu überprüfen und weiterzuentwickeln. Als strategisches Planungs-, Controlling- und Evaluierungskonzept bietet das Audit Möglichkeiten, den Wirtschafts- und Lebensraum Gemeinde wieder zu stärken. Es werden alle Generationen mit eingebunden und es wird parteiübergreifend für die Gemeinde gearbeitet. Das Audit fördert so auch die Identifikation der Bürger mit ihrer Gemeinde als Lebensraum aller Generationen. Die operative Abwicklung des Audit familienfreundlichegemeinde hat der Österreichische Gemeindebund übernommen.

### Das Netzwerk „Unternehmen für Familien“
Die Familie & Beruf Management GmbH betreibt auch das Netzwerk „Unternehmen für Familien“. Es dient dem Austausch zum Thema Familienfreundlichkeit im Unternehmen. „Unternehmen für Familien“ wurde im März 2015 ins Leben gerufen und mittlerweile engagieren sich über 400 Partner österreichweit im Netzwerk. Mit unterschiedlichen Aktivitäten, etwa österreichweiten Informations- und Netzwerkveranstaltungen, Partnertagen und persönlichen Gesprächen mit Partnern, soll das Engagement für ein familienfreundliches Österreich gestärkt werden.

## Vergabekriterien
Die veröffentlichten, formale Kriterien zur Erteilung des Zertifikats sind die Verwendung der aktuellen Externen Richtlinie, die Einhaltung der Fristen und die Vollständigkeit der Dokumentation. Die inhaltlichen Kriterien zur Erteilung des Zertifikats basieren auf den vollständig eingereichten Unterlagen und fokussieren insbesondere auf die Qualität der Zielvereinbarung. Eine unabhängige Befragung der Mitarbeiter, wie dies bei Arbeitgebersiegeln üblich ist, findet im Rahmen der Zertifizierung nicht statt.
Die Basis der Prüfung bildet lediglich die Sichtung, von vorgelegten Unterlagen. Konkrete Prüfkriterien, mit deren detaillierten Bewertung und Gewichtung werden nicht genannt. Zertifizierte Unternehmen und öffentliche Einrichtungen können sich öffentlich im Rahmen einer Veranstaltung präsentieren.